# Министр иностранных дел Палестинской национальной администрации
Министр иностранных дел Палестинской национальной администрации отвечает за внешние отношения ПНА. В июне 2006 года Израиль дважды атаковал офис министерства в Газе. Атаки были в ответ на захват израильского солдата несколькими неделями ранее.

## Список министров иностранных дел (2003-настоящее время)
| No. | Изображение | Министр (Годы жизни)      | Период нахождения в должности | Период нахождения в должности | Партия                                    |
| --- | ----------- | ------------------------- | ----------------------------- | ----------------------------- | ----------------------------------------- |
| 1   |             | Набиль Шаат (р. 1938)     | Апрель 2003                   | Февраль 2005                  | Фатх (Организация освобождения Палестины) |
| 2   |             | Насер аль-Кудва (р. 1953) | Февраль 2005                  | Март 2006                     | Фатх (Организация освобождения Палестины) |
| 3   |             | Махмуд аз-Захар (р. 1945) | 20 марта 2006                 | 18 марта 2007                 | Хамас                                     |
| 4   |             | Зиад Абу Амр (р. 1950)    | 18 марта 2007                 | 17 июня 2007                  | независимый                               |
| 5   |             | Салям Файяд (р. 1952)     | Июнь 2007                     | Июль 2007                     | Третий путь                               |
| 6   |             | Рияд аль-Малики (р. 1955) | Июль 2007                     | ныне в должности              | независимый                               |
| —   |             | Мухаммед Авад (р. 1960)   | Май 2011                      | Сентябрь 2012                 | Хамас                                     |
| —   |             | Исмаил Хания (b. 1963)    | Сентябрь 2012                 | 2 июня 2014                   | Хамас                                     |